# Cheng Dong Guo
 (avril 2022).
La mise en forme du texte ne suit pas les recommandations de Wikipédia : il faut le « wikifier ».
Les points d'amélioration suivants sont les cas les plus fréquents :
- Les titres sont pré-formatés par le logiciel. Ils ne sont ni en capitales, ni en gras.
- Le texte ne doit pas être écrit en capitales (les noms de famille non plus), ni en gras, ni en italique, ni en « petit »…
- Le gras n'est utilisé que pour surligner le titre de l'article dans l'introduction, une seule fois.
- L'italique est rarement utilisé : mots en langue étrangère, titres d'œuvres, noms de bateaux, etc.
- Les citations ne sont pas en italique mais en corps de texte normal. Elles sont entourées par des guillemets français : « et ».
- Les listes à puces sont à éviter, des paragraphes rédigés étant largement préférés. Les tableaux sont à réserver à la présentation de données structurées (résultats, etc.).
- Les appels de note de bas de page (petits chiffres en exposant, introduits par l'outil «  Source ») sont à placer entre la fin de phrase et le point final[comme ça].
- Les liens internes (vers d'autres articles de Wikipédia) sont à choisir avec parcimonie. Créez des liens vers des articles approfondissant le sujet. Les termes génériques sans rapport avec le sujet sont à éviter, ainsi que les répétitions de liens vers un même terme.
- Les liens externes sont à placer uniquement dans une section « Liens externes », à la fin de l'article. Ces liens sont à choisir avec parcimonie suivant les règles définies. Si un lien sert de source à l'article, son insertion dans le texte est à faire par les notes de bas de page.
- La présentation des références doit suivre les conventions bibliographiques. Il est recommandé d'utiliser les modèles {{Ouvrage}}, {{Chapitre}}, {{Article}}, {{Lien web}} et/ou {{Bibliographie}}. Le mode d'édition visuel peut mettre en forme automatiquement les références.
- Insérer une infobox (cadre d'informations à droite) n'est pas obligatoire pour parachever la mise en page.

Pour une aide détaillée, merci de consulter Aide:Wikification.
Si vous pensez que ces points ont été résolus, vous pouvez retirer ce bandeau et améliorer la mise en forme d'un autre article.
 (avril 2022).
Guo Cheng Dong (né en 1975) est un sculpteur chinois établi en France depuis 2002. Son nom Guo et son prénom Cheng Dong en chinois simplifié: 郭成东 et chinois traditionnel 郭成東. Son père Guo Zhong Wen, est un sculpteur de jade qui reçoit le Premier Prix de Sculpture en Jade en Chine en 1987. Désireux de poursuivre une carrière artistique, Cheng Dong reçoit une formation d'arts plastiques aux Beaux Arts de Luxun en Chine promotion 1999, puis aux Beaux-Arts de Versailles en France en 2007 où il obtient les félicitations du jury. À la suite de ses études, et avant son arrivée en France, Cheng Dong réalise de nombreuses commissions d'art public en Chine dont des sculptures monumentales. L'artiste explore des techniques traditionnelles chinoises comme la sculpture de jade inculquées par son père, mais aussi des techniques contemporaines occidentales en Europe. Il travaille principalement le bronze dans son atelier parisien, ainsi que le bois, la céramique, le plâtre et l’acier.
Il représente le corps du cheval dans ses sculptures car cet animal reflète son enfance en Mongolie comme l'écrit Artsper . Pour l'artiste Guo Cheng Dong, le cheval est un symbole de liberté comme l'explique Creation Contemporaine Asie .
Il réalise également des bustes sur commande et des sculptures monumentales. Cheng Dong Guo a reçu plusieurs 1er Prix de Sculpture en Europe et en Asie, il expose notamment dans des galeries et des foires d'art à l'international.

## Expositions
- En 2012, il effectue un solo show à la galerie L'Œil du Prince à Paris.
- En 2011 à la Galerie David Bellanger - Paris, France.
- En 2011 à la Fondation OFI[4] - Paris, France.
- En 2010 à la Galerie Michael Nolte - Münster, Allemagne.

## Récompenses
- 1999 - 1er Prix international à Harbin pour ses sculptures sur glace.
- 2006 - 1er Prix au Salon international Art Cheval Saumur selon L'Eperon[5]
- 2e Prix des artistes au Concours National de sculptures sur neige Valloire.
- 2008 - Prix Spécial du jury à la 9e Biennale de Rambouillet.